# Saiaguês
Saiaguês, fala saiaguesa ou fala de Sayago é uma variedade local da região de Sayago do leonês, língua romance histórica do antigo Reino de Leão, Astúrias e Extremadura, que sobrevive nas Astúrias e em algumas zonas das províncias de León e Zamora e do distrito de Bragança.